# Bengt Wallroth
Bengt Johan Wallroth, född 1 april 1931 i Kristianstads församling i Kristianstads län, död 4 februari 2005 i Sollentuna församling i Stockholms län, var en svensk militär och ämbetsman.

## Biografi
Wallroth avlade studentexamen 1950. Han avlade officersexamen vid Krigsskolan 1953 och utnämndes samma år till fänrik vid Jämtlands fältjägarregemente, där han befordrades till löjtnant 1955 och till kapten 1963. Han studerade vid Infanteriofficersskolan 1956–1957 och vid Signalofficersskolan 1957–1958, varpå han var kompanichef vid regementet 1959–1960, studerade vid Krigshögskolan 1960–1962 och var generalstabsaspirant 1963–1965. Han inträdde i Generalstabskåren 1965, tjänstgjorde vid Säkerhetsavdelningen i Sektion 2 i Försvarsstaben 1965–1969, var kompanichef vid Dalregementet 1969–1970 och återinträdde 1970 i Generalstabskåren, varpå han åter tjänstgjorde vid Försvarsstaben: i Studieavdelningen i Sektion 4 1970–1971, som ställföreträdande chef för Säkerhetsavdelningen i Sektion 2 1971–1973 och som chef för samma avdelning 1973–1975. Under denna tid befordrades han till major 1970, till överstelöjtnant 1971 och till överstelöjtnant med särskild tjänsteställning 1974. Åren 1975–1977 tjänstgjorde han vid Svea livgarde: som chef för Utbildningsavdelningen 1975–1976, som bataljonschef 1976–1977, som ställföreträdande regementschef 1976–1977 och som stabschef under 1977. Han var ställföreträdande chef för Älvsborgs regemente och ställföreträdande befälhavare för Älvsborgs försvarsområde 1977–1978 samt gick chefskursen vid Försvarshögskolan 1978. Åren 1978–1982 var han chef för Sektion 2 i Försvarsstaben, varpå han var ställföreträdande chef för Operationsledningen i Försvarsstaben 1982–1984. Han befordrades till generalmajor 1984, var chef för Internationella enheten vid Försvarsdepartementet 1984–1989 och var generaldirektör och chef för Försvarets radioanstalt 1989–1994. Wallroth inträdde i generalitetets reserv 1991.
Bengt Wallroth invaldes som ledamot av Kungliga Krigsvetenskapsakademien 1986. Han var huvudsekreterare i Ubåtskommissionen 1995 och expert i Underrättelsekommittén 1996. Därtill var han ledamot av styrelsen för ABAB. Efter pensioneringen studerade han bland annat historia och statsvetenskap vid Stockholms universitet, där han avlade filosofie kandidat-examen 1998.
Bengt Wallroth var son till kamreren vid Sveriges Riksbank Stig Wallroth och Iris Hagman. Han gifte sig 1956 med Kerstin Hansen (1931–2011). Makarna Wallroth är gravsatta på Silverdals griftegård i Sollentuna församling.

### Utmärkelser
- Riddare av första klassen av Svärdsorden, 1971.[8]